# Las Gracias (Rafael)
Las Gracias es un cuadro de Rafael Sanzio que se cree fue pintado en 1504 durante su estancia en Florencia. Pintada sobre tabla, esta obra, que apenas mide 17 centímetros de altura, es una joya artística que a lo largo de la historia ha pasado por diversos dueños. Entre ellos, el pintor Thomas Lawrence, lord Derby, la Colección Borghese o lord Ward. Actualmente se conserva en el Museo Condé de Chantilly (Francia). 
Fue una obra de encargo que forma pareja con El sueño del caballero (National Gallery de Londres). Siempre se ha considerado a Scipione di Tomaso Borghese como el cliente pero en la actualidad se especula con la posibilidad de Francesco Maria della Rovere, apuntándose también como el protagonista del retrato de Joven con manzana de la Galería Uffizi. 

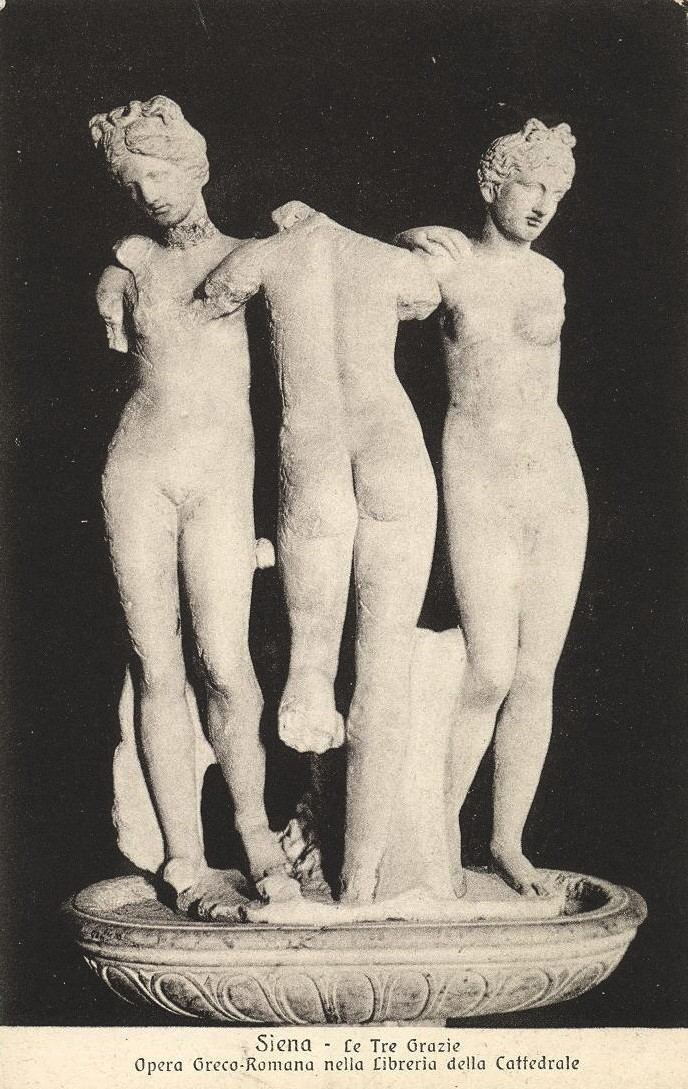
Le Tre Grazie. Capella Piccolomini (Siena).

Por un dibujo a pluma hecho por Rafael que se conserva en Venecia, se ve que el célebre pintor se inspiró en el grupo escultórico de las Tres Gracias de Siena para llevar a cabo su obra. Si bien utilizando los recursos de su genio, dio a la obra tal sentimiento de castidad y de gracia al mismo tiempo que el cuadro resulta original y moderno. Las Gracias aparecen desnudas y agrupadas como en la antigüedad. La de en medio, vista de espaldas, vuelve la cabeza enseñando un perfil ideal. Las otras dos, de frente, inclinan graciosamente la cabeza en sentido opuesto y sus brazos se enlazan con los de su hermana apoyándose las tres mutuamente. Las figuras forman un conjunto encantador por la elegancia de las actitudes y la pureza de las líneas que se destacan sobre el fondo de un paisaje accidentado. Se puede afirmar que la fisonomía de las tres doncellas se halla a la altura de las mejores obras del pintor y representa el prototipo de belleza de la escuela clásica italiana.